# 多弥可汗
多弥可汗（？—646年），名拔灼，又作拔酌。薛延陀真珠可汗夷男的长子，夷男的正妻所生。

## 生平
630年，东突厥汗国被唐朝灭亡后，薛延陀成为中国北方草原的主要力量。拔灼担任沙耽弥叶护（沙多弥叶护），统辖汗国西方异姓诸部。638年九月，唐太宗在夷男的同意下，册封夷男的儿子拔灼和颉利苾 为夷男属下的可汗，拔灼为四叶护可汗。表面上是对他们尊崇，而是希望扩大拔灼和颉利苾之间的分歧。夷男死于645年。在这个时候，拔灼管理薛延陀西部的薛延陀的本族；而夷男的另一个儿子曳莽（突利设），不是夷男的正妻所生，管辖薛延陀东部的其他民族。人称曳莽暴虐，并与拔灼有恶劣的关系。葬礼之后，曳莽怕拔灼会害他，突然离开，回到汗国东部。拔灼追赶把他杀死，然后自称颉利俱利薛沙多弥可汗（颉利俱利薛沙耽弥可汗，简称多弥可汗）。
拔灼继承王位后，决定攻打唐朝，认为唐太宗正在东征高句丽，唐的边界将不设防。然而，唐太宗预计到了薛延陀会突然袭击的，命令执失思力率领突厥士兵保卫夏州（今陕西榆林）。拔灼发兵十万攻击，执失思力和另一位将军田仁会，设置陷阱，诱导拔灼攻打夏州，在夏州击败了拔灼。拔灼率领轻骑撤退後，很快又再次袭击夏州。
646年初，唐太宗下令，除了执失思力和田仁会的部队，命令礼部尚书江夏王李道宗，发朔、并、汾、箕、岚、代、忻、蔚、云九州兵镇朔州；右卫大将军代州都督薛万彻，左骁卫大将军阿史那社尔，发胜、夏、银、绥、丹、延、鄜、坊、石、隰十州兵镇胜州；胜州都督宋君明，左武候将军薛孤吴，发灵、原、宁、盐、庆五州兵镇灵州，以抵御拔灼的攻击。拔灼到达长城后，知道唐军已被动员，连忙撤退。646年春天，执失思力和乔师望，击败拔灼，拔灼逃离，薛延陀坠入混乱。
拔灼易怒多疑。他不用夷男的大臣，用自己的亲信取代他们。这导致贵族不服从他。他作出回应，杀死了大批贵族。薛延陀的附庸回纥，其首领药罗葛吐迷度，与仆骨和同罗反叛拔灼。唐太宗趁机下令对薛延陀进行大规模攻击，以江夏王李道宗、左卫大将军阿史那社尔为瀚海安抚大使；又遣右领卫大将军执失思力将突厥兵，右骁卫大将军契苾何力将凉州及胡兵，代州都督薛万彻、营州都督张俭各将所部兵，分道并进，以击薛延陀。由于攻击已经开始，由唐校尉宇文法，是出使乌罗护、靺鞨的使者。返回唐朝时，他遇到了薛延陀的阿波设，宇文法率领他的靺鞨部队，击败阿波设。导致更多的薛延陀人相信唐朝主力已经抵达。在恐慌中，拔灼逃到阿史德部落，当回纥听到这个消息，袭杀了拔灼，屠戮他们找到的薛延陀的王族成员。在回纥接管了薛延陀的大部分领土後，许多薛延陀人向唐军投降。剩下的薛延陀人支持夷男的侄子咄摩支为伊特勿失可汗。